# IV. Armeekorps
IV. Armeekorps var en tysk armékår under andra världskriget. Den utplånades vid Stalingrad 31 januari 1943 och återupprättades 1 mars samma år. Den reorganiserades till IV. Panzerkorps 10 oktober 1944.

## Bakgrund
Armékåren bildades den 1 oktober 1934 i Dresden och sattes i samband med den tyska mobiliseringen den 26 augusti 1939 på krigsfot.
IV. Armeekorps deltog i invasionen av Polen 1939 samt slaget om Frankrike 1940 och började därefter förbereda sig inför striderna mot Sovjetunionen. Efter att operation Barbarossa inletts sommaren 1941 stred armékåren på södra delen av östfronten. I augusti benämndes kåren även som Gruppe von Schwedler efter dess befälhavare Viktor von Schwedler.
Sommaren 1942 deltog armékåren i den tyska sommaroffensiven, Fall Blau, och framryckte mot Stalingrad. Kåren blev sedermera omringad i staden och kapitulerade den 31 januari 1943. 
IV. Armeekorps upplöstes formellt den 3 mars 1943, men förberedelserna för att sätta upp en ny kår med samma namn hade påbörjats redan i slutet av december 1942. Ny befälhavare skulle bli Friedrich Mieth som ledde det nybildade Generalkommando z.b.V. Mieth / Korps Mieth. Den 20 juli 1943 fick den nya kåren namnet IV. Armeekorps och stred på södra delen av östfronten. 
I augusti 1944 led kåren så stora förluster att den upplöstes. Dess kvarvarande stab bildade den 10 oktober IV. Panzerkorps.

## Polen
Huvudartikel Invasionen av Polen

### Organisation
Var en del av 10. Armén
- 4. Infanterie-Division
- 46. Infanterie-Division
  - I./Flak-Regt.-701
  - Arko.-24
  - II./s.Art.Regt.-40
  - II./s.Art.Regt.-50
  - I./s.Art.Regt.-84
  - s.Art.Abt.-624

## Befälhavare[1]
- General der Infanterie Viktor von Schwedler   (1 sep 1939 - 18 okt 1942)
- General der Pioniere Erwin Jaenecke   (1 nov 1942 - 17 jan 1943)
- General der Artillerie Max Pfeffer   (17 jan 1943 - 31 jan 1943)
- General der Infanterie Friedrich Mieth   (20 juli 1943 - 2 sep 1944)
- Generalleutnant Ulrich Kleeman   (2 sep 1944 - 10 okt 1944)